# カルロ・アルベルト・ピッツィーニ
カルロ・アルベルト・ピッツィーニ（Carlo Alberto Pizzini、1905年3月22日 - 1981年9月8日）は、イタリアの作曲家、指揮者。
ローマ出身。聖チェチーリア音楽院でオットリーノ・レスピーギに学んだ。さらにピエトロ・マスカーニの知遇を得て師事した。在学中から指揮者として活動し、また1923年からイタリア著作者出版者協会の会員となった。1942年には聖チェチーリア音楽院の教員に就任した。1966年からはボローニャ音楽院の教壇にも立ち、1973年には聖チェチーリア音楽院の副学長に選出された。
また1945年からはイタリア放送協会（RAI）の音楽監督となり、RAI国立交響楽団を率いてローマ、ミラノ、トリノ、ウィーン、ブリュッセル、モントリオール、モナコ、東京、アテネ、テッサロニキ、エルサレム、ルガーノ、ジュネーヴなど各地で指揮をした。1949年にはレジオンドヌール勲章を、1955年にはドイツ連邦共和国功労勲章を受章した。またジュネーブ国際音楽コンクール、チャイコフスキー国際コンクールなどの審査員も務めた。
作品は室内楽曲、合唱曲、映画音楽、付随音楽、ラジオ音楽、テレビ音楽などあらゆる分野にわたっている。管弦楽曲には交響的三部作「ピエモンテ」、オルガンと弦楽オーケストラのための「アンダンテ」、ギター協奏曲「三姉妹」、「アテネ序曲」などがある。